# Clemelis pullata
Clemelis pullata är en tvåvingeart som först beskrevs av Johann Wilhelm Meigen 1824.  Clemelis pullata ingår i släktet Clemelis och familjen parasitflugor. Arten är reproducerande i Sverige. Inga underarter finns listade i Catalogue of Life.